# توم ي. تشان
توم ي. تشان (بالإنجليزية: Tom Y. Chan)‏ هو ناشر وشخصية أعمال أمريكي، ولد في 25 سبتمبر 1881، وتوفي في 3 سبتمبر 1944 في شيكاغو في الولايات المتحدة.